# Teatro Calderón (Zacatecas)
El Teatro Calderón es un teatro de la ciudad de Zacatecas edificado de 1891 a 1897 por el arquitecto George Edward King, encargado por el gobierno de Jesús Aréchiga.  Fue testigo de los violentos hechos por la Toma de Zacatecas. Su nombre honra al dramaturgo Fernando Calderón y Beltrán.

## Historia
Su primera construcción data del año 1832 ante la necesidad de un recinto en el cual albergar los eventos culturales en Zacatecas. El lugar elegido para su edificación es un amplio sector del centro de la ciudad, donde existió una cárcel. Un año después, en 1833, el teatro de la ciudad fue inaugurado.
En aquellos años el complejo se conoció como el Coliseo, y en 1850, algunos años después de la muerte del célebre autor jalisciense, fue llamado como Teatro Fernando Calderón y Beltrán. Un 3 de octubre de 1889, durante los preparativos para un evento, un incendio en el escenario provocado por una de las lámparas de iluminación consumió todo el recinto y provocó daños a las edificaciones contiguas. Antes del incendio habían sido llevados al teatro más de 50 animales amaestrados del circo, propiedad de un señor de apellido Ciarini. Envueltos en llamas todos los animales murieron.

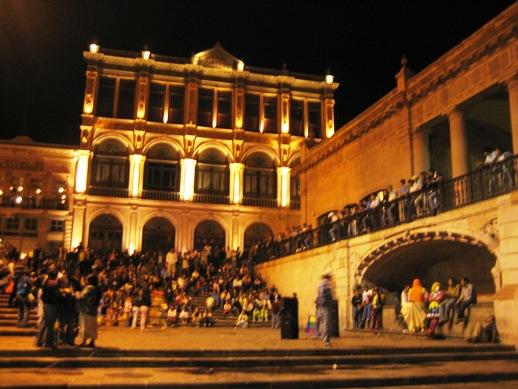
Teatro Calderón de noche.

Al quedar totalmente destruido el antiguo teatro, el 5 de mayo de 1891, el entonces gobernador del estado, Jesús Aréchiga Mojarro, colocó la primera piedra de lo que será el nuevo edificio. La construcción estuvo a cargo del arquitecto George Edward King. El 16 de mayo de 1897, el nuevo Teatro Calderón fue re inaugurado.
En 1914 el recinto fue dañado por los violentos hechos de la Toma de Zacatecas entre la División del Norte y el Ejército Federal. En aquel enfrentamiento, las tropas federales encabezadas por Benjamín Argumedo y Luis Medina Barrón al ver su inminente derrota ante las tropas de Pancho Villa, dinamitaron diversos edificios principalmente el entonces llamado Palacio Federal, cercano al teatro Calderón, provocando la destrucción de todos sus vitrales y al saqueo completo del interior.

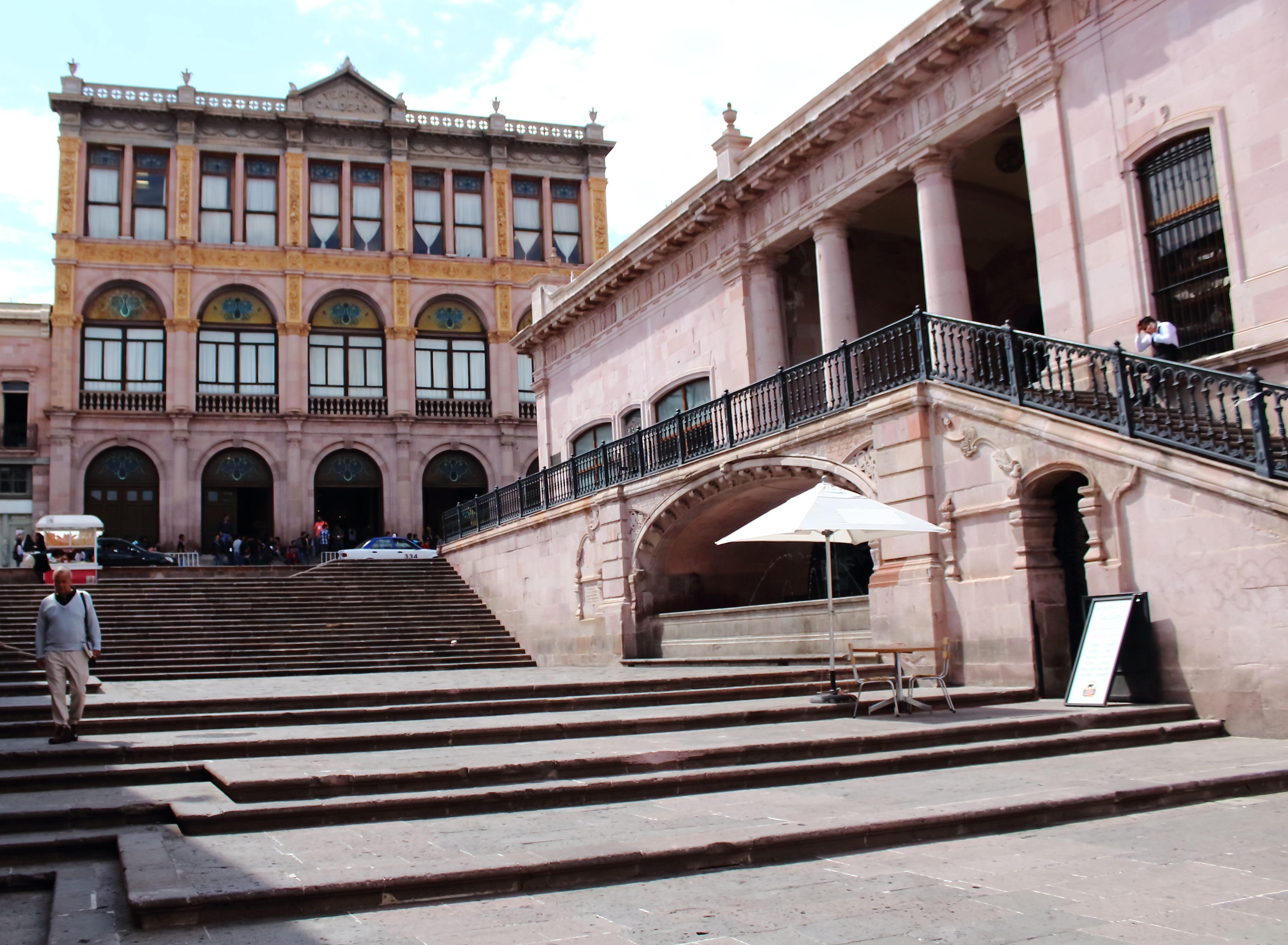
Vista del Teatro Calderón desde la Plazuela Goitia.

A partir de 1914, comienza una trayectoria oscura del Teatro Calderón, el cual pasó de propietario en propietario y fue destinado a diversos usos (cine, peleas de box y de gallos, discursos políticos). En 1962, el congreso del estado cedió el Teatro Calderón al entonces Instituto de Ciencias Autónomo de Zacatecas (ICAZ) que luego se transforma en la Universidad Autónoma de Zacatecas (UAZ), con la intención de brindarle un mejor uso. 
Las últimas etapas importantes en la construcción del teatro tienen que ver con los dos periodos de restauración más significativos efectuados, sobre todo, en el interior del inmueble, pues es el que mayores daños había sufrido. La primera fase comienza el 12 de junio de 1986 y tiene su continuación en los trabajos efectuados de septiembre de 2009 a abril de 2011. La meta se cumple y el recinto es rescatado del deterioro. Cincuenta años después de que el teatro es puesto en manos de la ahora Universidad Autónoma de Zacatecas (UAZ), dicha institución lo sigue administrando.

## Descripción
La edificación imita los cánones de las escuelas italiana y francesa, en un estilo neo-renacentista, tanto en la decoración de la fachada como en la construcción tipo herradura. 

### Descripción Exterior
En el cuerpo inferior se abren 5 puertas de madera en arcos de medio punto moldurados, ornados de una clave que ostenta un rosetón bordeado por una corona de follaje. El imposte de las puertas lleva un vitral con estilización fitiforme. Se puede apreciar un lirio con los pétalos abiertos, el pistilo, las hojas y los tallos dibujando  volutas simétricas. Las calles están circunscritas por cuatro columnas adosadas y dos pilares en los extremos que cercan la portada con un marco macizo. Las columnas y pilastras presentan una base con plinto, escocia, toro; el fuste es liso y, en la parte superior, un astrágalo delimita una banda de rosetones coronada por un capital jónico cuyas volutas enmarcan una faja de óvolos. Enseguida, corre a lo ancho un entablamento con el arquitrabe compuesto de friso liso y cornisa denticulada.

### Descripción Interior

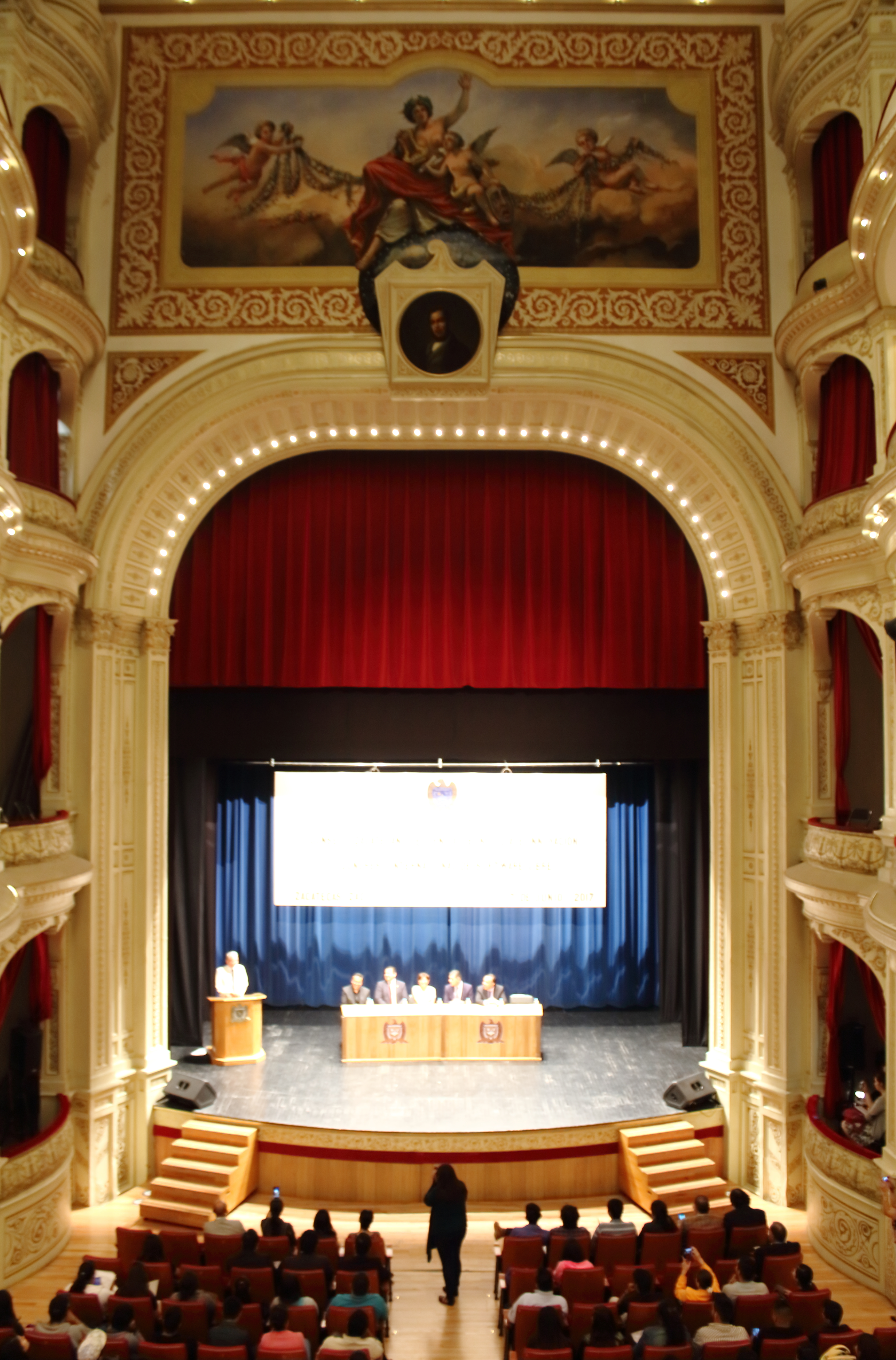
Inauguración del Congreso Internacional de Software Libre 2017 en el Teatro Calderón, Zacatecas.

La elegante construcción interior en forma de herradura tipo italiana con el que contaba el primer teatro tenía un cupo para 2,000 espectadores actualmente tiene cupo para 532.
| Lugar       | Aforo |
| Luneta      | 405   |
| Primer Piso | 109   |
| Palcos      | 20    |